# Soyuz 4
Soyuz 4 (Союз 4) foi a terceira missão tripulada do programa Soyuz. Esta missão foi conjunta com a missão Soyuz 5. Nesta missão ocorreu o primeiro acoplamento do programa espacial soviético (entre as naves Soyuz 4 e Soyuz 5). As naves permaneceram durante 4 horas e 35 minutos acopladas.

## Tripulação

### Lançamento
| Posição    | Cosmonauta        |
| ---------- | ----------------- |
| Comandante | Vladimir Shatalov |

### Pouso
| Posição             | Cosmonauta        | Duração        | Lançado em |
| ------------------- | ----------------- | -------------- | ---------- |
| Comandante          | Vladimir Shatalov | 2d 23h 20m 47s | Soyuz 4    |
| Engenheiro de voo 1 | Yevgeny Khrunov   | 1d 23h 45m 50s | Soyuz 5    |
| Engenheiro de voo 2 | Aleksei Yeliseyev | 1d 23h 45m 50s | Soyuz 5    |

## Missão
As atividades desta missão incluíram pesquisa científica, médica, testes dos sistemas da nave, rendez-vous, acoplamento, testes para construção de uma estação espacial e transferência de tripulação. A atividade extraveicular (EVA) desenvolvida na missão teve a duração de 1 hora. A missão pousou com os três cosmonautas a 100 km da cidade de Karaganda.
Estava programada uma solenidade no Kremlin para felicitar os cosmonautas, mas a mesma foi cancelada devido a uma tentativa de assassinato do líder soviético Leonid Brezhnev. Os tiros atingiram o carro onde estavam os cosmonautas Georgi Beregovoi, Leonov, Andrian Nikolayev e Valentina Tereshkova, mas ninguém se feriu.